# Йоннам (регион)
Йонна́м — название региона Южной Кореи, отождествляемого с бывшей провинцией Кёнсандо. (Кроме того Йоннам — название одной из провинций Корё, располагавшейся на том же месте.)
Регион включает современные провинции Кёнсан-Пукто и Кёнсан-Намдо, а также города центрального подчинения Пусан, Тэгу и Ульсан. Название региона используется в названии одного из располагающихся здесь вузов — Йоннамского университета.